# Österreichischer Heimatdienst
Der Österreichische Heimatdienst war eine Propagandainstitution im Vorfeld der Vaterländischen Front (VF).

## Entstehung
Nach der Auflösung des Parlaments am 4. März 1933 besprachen Bundeskanzler Engelbert Dollfuß, Kurt Schuschnigg und Richard Schmitz die von der Regierung zu setzende Propaganda. Die Gründung des Österreichischen Heimatdienstes war Ergebnis einer von Dollfuß geleiteten Konferenz, in der die inhaltlichen und personellen Details dieser Propaganda besprochen wurden. An dieser Konferenz nahmen auch der Landbund-Vizekanzler Franz Winkler und der Heimwehr-Minister Guido Jakoncig teil.
Ab Mitte März 1933 stand dem Heimatdienst ein Büro zur Verfügung, von wo er in enger Zusammenarbeit mit dem Bundeskanzler und der Heimwehr (die zu dieser Zeit als Österreichischer Heimatschutz auftrat) als Propagandastelle für die Regierung Dollfuß wirkte. Zu seiner Leitung wurde der Chefredakteur der Wiener Zeitung, Pankraz Kruckenhauser bestellt.

## Wirken
Der Heimatdienst begann, wenn auch zunächst nur in bescheidenem Maße, organisatorische Vorarbeit für die Errichtung der angestrebten vaterländischen Bewegung zu leisten.
Am 29. April 1933 veröffentlichte der Heimatdienst in der Wiener Zeitung einen Rechenschaftsbericht über die Regierung ohne Parlament, in der die Leser zur Mitarbeit für das Vaterland aufgerufen wurden, „in die große vaterländische, österreichische, nationale Front.“ Damit war noch keine konkrete Organisation gemeint, sondern es war ein Appell an die Österreicher, den neuen Kurs der Regierung zu unterstützen.
Doch der Plan reifte rasch, all jene, die sich zur Freiheit Österreichs bekannten, und die sowohl den Austromarxismus als auch den Nationalsozialismus ablehnten, unter dem gemeinsamen Dach einer Sammelbewegung zu vereinen. Am 21. Mai erschien der erste Aufruf zum Beitritt in die Vaterländische Front. Die Anmeldungen waren an die Geschäftsstelle des Heimatdienstes zu richten. Es kam zu einer Flut von begeisterten Zuschriften und Anmeldungen. Der Heimatdienst legte Anmeldeformulare und Mitgliedskarten auf und gab die Herstellung von Abzeichen der Vaterländischen Front in Auftrag. Auch die folgenden Werbeveranstaltungen für die VF unterstütze der Heimatdienst.
Der Heimatdienst organisierte die Vaterländische Wandzeitung, mit der die Bevölkerung über die laufenden Aktionen der VF informiert werden sollte, und am 9. Juni 1933 wurde erstmals die später regelmäßig produzierte vaterländische Wochenschau Österreich in Bild und Ton aufgeführt. Im August erschien die erste Ausgabe des Mitteilungsblatts der VF für Wien.
Kruckenhauser war von Mai bis August 1933 auch Generalsekretär der VF. Da er eine deutliche Affinitäten zum Nationalsozialismus zeigte, wurde er als Leiter des Heimatdienstes am 4. November 1933 von Richard Steidle abgelöst, der den Heimatdienst als Bundeskommissär für Propaganda leitete. Kruckenhauser war in der Folge bis Anfang 1937 Direktor der Österreichischen Staatsdruckerei. Am 11. Juli 1934 übernahm der stellvertretende Chefredakteur der Reichspost, Oberst a. D. Walter Adam die Führung als „Bundeskommissär für Heimatdienst“, Steidle wurde Generalkonsul in Triest.
In einem Rechenschaftsbericht erklärte Adam 1935, der Heimatdienst habe seine Arbeit erst im September 1934 in vollem Umfang aufgenommen. Seine Arbeit erstreckte sich auf „Funk, Film, persönliche Einflussnahme des Bundeskommissärs, Aufklärung von Mann zu Mann und Schriftwesen“. Da durch den Wegfall der Parlamentarier der „einfache Mann“ seinen Ansprechpartner in der Politik verloren hatte, sollte der Heimatdienst diese Funktion übernehmen. Er beantwortete daher eingehende Anfragen und Anregungen, wodurch auch die in der Bevölkerung herrschenden Auffassungen erkundet werden sollten. Für die Aufklärung von Mann zu Mann wurden Instruktoren aufgestellt und ausgebildet, die vor allem in den Gegenden eingesetzt wurden, die für nationalsozialistische Propaganda besonders zugänglich waren. Wien wurde vorerst von der Propaganda ausgenommen, man wollte zunächst in den Bundesländern an Boden gewinnen und dort Erfahrungen sammeln.
Adam bemühte sich auch um Zusammenarbeit mit den Ministerien und forderte von diesen klare Formeln für seine Propagandastelle. Die Generaldirektion für die öffentliche Sicherheit informierte den Bundeskommissär über die wichtigsten Akten.
In den Jahren 1934 und 1935 publizierte der Heimatdienst sieben staatsbürgerliche Merkblätter, elf wirtschaftspolitische Merkblätter, 35 Broschüren, sechs Flugschriften und mehrere Sammlungen von Zeitungsartikeln, die man für politisch bemerkenswert hielt. Im Rundfunk wurden in der Stunde des Heimatdienstes regelmäßig Vorträge von dessen Mitgliedern und Regierungsmitgliedern gehalten.
1936 wurde der Heimatdienst mit dem Bundespressedienst zusammengelegt und Adam wurde Leiter des Bundespressedienstes.